# Blepharisma
Blepharisma is een geslacht van eencellige ciliaten die voorkomen in zoet en zout water. De groep omvat ongeveer veertig geregistreerde soorten en vele subvariëteiten. Hoewel de verschillende soorten aanzienlijk verschillen in grootte en vorm, zijn de meeste gemakkelijk te herkennen aan hun rode of roze kleur, die wordt veroorzaakt het karakteristieke pigment blepharismine.
De cilia (trilhaartjes) worden gebruikt voor de voortbeweging en het opnemen van voedsel in de mondopening. De grote en vaak opvallende contractiele vacuole bevindt zich caudaal. Micronucleï en een macronucleus zijn aanwezig. Net als andere ciliaten plant Blepharisma zich ongeslachtelijk voort, maar genetisch materiaal kan uitgewisseld worden tussen individuen door middel van conjugatie. De cellen zijn lichtschuw en zoeken donkere plekken op wanneer ze aan fel licht worden blootgesteld.
Bepaalde soorten binnen het geslacht Blepharisma worden aangewend als modelorganisme in wetenschappelijk onderzoek. Omdat sommige variëteiten gemakkelijk te kweken zijn en eenvoudig verkrijgbaar zijn bij wetenschappelijke leveranciers, zijn ze een veelvoorkomend studieobject in de wetenschapslessen op scholen en universiteiten.